# Dagbertus irroratus
Dagbertus irroratus är en insektsart som först beskrevs av Willis Blatchley 1926.  Dagbertus irroratus ingår i släktet Dagbertus och familjen ängsskinnbaggar. Inga underarter finns listade i Catalogue of Life.